# Fresh Corner
Fresh Corner je síť provozoven rychlého občerstvení a restaurací zejména na čerpacích stanicích nadnárodního koncernu MOL. Pobočky se kromě čerpacích stanic nachází také v nákupních centrech nebo na letištích. Síť má asi 1200 provozoven v 10 zemích střední a jihovýchodní Evropy (Maďarsko, Slovensko, Česko, Polsko, Slovinsko, Chorvatsko, Bosna a Hercegovina, Srbsko, Rumunsko a Černá Hora).
Všechny provozovny nabízí kávu, čaj a hot dogy, některé i sendviče, pečivo a provozovny Fresh Corner Restaurant také teplá jídla. Čerpací stanice s konceptem Fresh Corner nabízí také základní nebo trvanlivé potraviny.

## Fresh Corner v Česku
Značka Fresh Corner vstoupila na český trh v roce 2015. V roce 2024 bylo na území Česka 249 prodejen Fresh Corner.